# San José Acateno
San José Acateno är en kommunhuvudort i Mexiko.   Den ligger i kommunen Acateno och delstaten Puebla, i den sydöstra delen av landet, 210 km öster om huvudstaden Mexico City. San José Acateno ligger 141 meter över havet och antalet invånare är 3 295.
Terrängen runt San José Acateno är kuperad västerut, men österut är den platt. Runt San José Acateno är det tätbefolkat, med 308 invånare per kvadratkilometer. Närmaste större samhälle är Martínez de la Torre, 16,9 km öster om San José Acateno. Omgivningarna runt San José Acateno är en mosaik av jordbruksmark och naturlig växtlighet.